# Ole Bjur
Ole Bjur (født 13. september 1968) er en dansk sportschef og tidligere professionel fodboldspiller. I perioden fra 1991-2000 spillede han 284 kampe for Brøndby IF. Han blev oftest brugt på højrekanten.
Inden han skiftede til Brøndby IF spillede han for 2. divisionsholdet Vanløse.
Han spillede tre landskampe i 1996-1997. Hans eneste mål for landsholdet faldt i debutkampen, da han 14.08.96 scorede sejrsmålet på udebane mod Sverige.
Ole Bjur blev den 1. marts 2011 udnævnt som sportsdirektør i Brøndby IF, men blev opsagt den 10. juni 2013 grundet svigtende sportslige resultater i klubben.